# Æthelweard (historicus)
Æthelweard (Ethelward) was een Angelsaksisch historicus. Hij was een achterkleinzoon van Æthelred I, de broer van Alfred de Grote, en Ealdorman of "graaf van de Westelijke provincies", waarmee vermoedelijk Wessex wordt bedoeld.

## Leven
Hij wordt in 973 voor het eerst als dux of ealdorman genoemd en duikt tot in 998 op in de bronnen, wat doet vermoeden dat hij kort hierop moet zijn overleden. In 991 onderhandelde hij samen met aartsbisschop Sigerich de Ernstige van Canterbury een vredesverdrag met de bij Maldon zegevierende Denen. Samen met bisschop Alfheah van Winchester werd Æthelweard in 994 naar koning Olaf I Tryggvason in Andover gestuurd om met deze vrede te sluiten.
Æthelweard was de auteur van een Latijnse kroniek, die de gebeurtenissen tot het jaar 975 behandelde. Tot in 892 volgt hij in zijn werk de Angelsaksische kroniek, aangevuld met een weinig eigen details, daarna volgt zijn eigen werk. Æthelweard gaf zichzelf de bombastische titel van Patricius Consul Quaestor Ethelwerdus. Zijn taalstijl is erg houterig, en daar hij tegelijkertijd probeerde om nog korter in zijn taal te zijn dan Tacitus, zijn zijn beschrijvingen vaak een beetje duister.
Recent onderzoek lijkt erop te wijzen dat de reden voor Æthelweards eigenaardige stijl in de Latijnse taal ligt. Æthelweard schreef zijn werk op verzoek van abdis Mathilde van Essen in het Latijn, hoewel hij waarschijnlijk de voorkeur gaf aan de taal, die nu Oudengels wordt genoemd. Zijn historisch werk diende voor Mathilde als herinnering aan de Engelse voorouders van haar geslacht.
Æthelweard was een vriend en mecenas van Ælfric Grammaticus.

## Edities
- J.A. Giles (trad.), Old English chronicles: including Ethelwerd's chronicle, Asser's Life of Alfred, Geoffrey of Monmouth's British history, Gildas, Nennius, together with the spurious Chronicle of Richard of Cirencester, Londen, 1906, pp. 1-40.
- Æthelweard, Chronicon, ed. trad. A. Campbell, The Chronicle of Æthelweard, Londen, 1961.